# Cavarna
Cavarna, Kavarna sau Cărvuna (în bulgară Каварна) este un mic oraș din regiunea Dobrici, Dobrogea de Sud, Bulgaria, aflat pe malul Mării Negre, la nord-est de Balcic.
Înainte de 1320 a făcut parte din Țaratul Vlaho-Bulgar. În 1230, este menționată o mitropolie a Cărvunei. Localitatea a fost jefuit de turci în 1388 apoi integrată în Țara Românească, care a pierdut-o în 1417 fiind cucerită de către Imperiul Otoman.
În timpul războiului ruso-turc din 1877-1878 locuitorii creștini ai Kavarnei, bulgari și găgăuzi, s-au răzvrătit împotriva bașibuzucilor, declanșând Revolta de la Cavarna. După eliberare, orașul a devenit parte a Principatului Bulgariei.
Între 1913 și 1940 a aparținut României, fiind situată în județul Caliacra.

## Demografie
Componența etnică a orașului Kavarna
     Turci (4,34%)
     Rromi (15,99%)
     Bulgari (68,4%)
     Nicio identificare (11,02%)
     Altele (0,23%)
La recensământul din 2011, populația orașului Kavarna era de 11.549 locuitori. Din punct de vedere etnic, majoritatea locuitorilor (68,4%) erau bulgari, existând și minorități de rromi (15,99%) și turci (4,34%). Pentru 11,02% din locuitori nu este cunoscută apartenența etnică.

### Recensământul românesc din 1930
Componența etnică a orașului Cavarna (1930)
     Români (13,01%)
     Bulgari (38,93%)
     Turci (6,37%)
     Găgăuzi (28,47%)
     Greci (4,33%)
     Romi (7,41%)
     Altă etnie (1,48%)
Componența confesională a orașului Cavarna (1930)
     Ortodocși (85,19%)
     Musulmani (14,25%)
     Altă religie (0,56%)
Conform recensământului efectuat în 1930, populația orașului Cavarna se ridica la 5.086 locuitori. Majoritatea locuitorilor erau bulgari (38,93%), cu o minoritate de români (13,01%), una de turci (6,37%), una de găgăuzi (28,47%), una de greci (4,33%) și una de romi (7,41%). Alte persoane s-au declarat: maghiari (3 persoane), germani (5 persoane), tătari (29 de persoane), armeni (20 de persoane), evrei (1 persoană), ucraineni (1 persoană), sârbi/croați/sloveni (7 persoane), altă etnie (2 persoane), iar 7 persoane nu au declarat etnia. Din punct de vedere confesional, majoritatea locuitorilor erau ortodocși (85,19%) și dar existau și musulmani (14,25%). Alte persoane au declarat: armeano-gregorieni (9 persoane), evanghelici/luterani (4 persoane), greco-catolici (2 persoane), romano-catolici (5 persoane), mozaici (1 persoană), iar 7 persoane nu au declarat religia.

## Personalități născute aici
- Emanoil Hașoti (1932 - 1993), fotbalist român.